# Sorteerhoed
De Sorteerhoed (Engels: Sorting Hat) is een magisch voorwerp uit de Harry Potterboekenreeks van de Britse schrijfster J.K. Rowling.
De magische hoed wordt op Zweinstein gebruikt om nieuwe leerlingen in te delen bij een afdeling. De vier afdelingen van Zweinstein zijn Griffoendor, Ravenklauw, Huffelpuf en Zwadderich. De Sorteerhoed wordt op het hoofd gezet en zegt vervolgens bij welke afdeling men behoort. Wanneer de Sorteerhoed niet gebruikt wordt, wordt hij op de kamer van het schoolhoofd bewaard. Zo'n duizend jaren geleden was de Sorteerhoed eigendom van Goderic Griffoendor.

## Geschiedenis
Voordat de Sorteerhoed er was, deelden de vier oprichters van Zweinstein hun leerlingen zelf in bij de afdelingen. Ze begrepen echter dat ze er niet altijd zouden zijn, en dus beheksten ze alle vier een hoed van Goderic Griffoendor, zodat die in het vervolg de leerlingen van Zweinstein kon sorteren, door gebruik te maken van Legilimentie. Hoewel de sorteerhoed vaak geen moeite heeft met kiezen in welke afdeling leerlingen thuishoren, komt het eens in circa vijftig jaar voor dat de hoed langer dan vijf minuten moet nadenken om een leerling in te delen. Deze leerlingen worden Sorteerstuiten genoemd. Een van die Sorteerstuiten is Minerva Anderling, bij haar twijfelde de hoed tussen Griffoendor en Ravenklauw. 

## De liederen van de Sorteerhoed
Elk jaar zingt de Sorteerhoed een ander lied voordat hij de eerstejaars over de afdelingen verdeelt. Waarschijnlijk, zoals Ron al zegt, heeft hij als hoed de rest van het jaar niets anders te doen behalve nieuwe liederen verzinnen. In deze liederen vertelt hij meestal iets over Zweinstein en de geschiedenis van de vier afdelingen, en hamert hij op samenwerking en eenheid.

## De Sorteerhoed in andere rollen
In het tweede boek krijgt Harry hulp van de Sorteerhoed wanneer hij in nood verkeert. Wanneer Harry in de Geheime Kamer oog in oog komt te staan met een enorme basilisk die aan de zijde staat van zijn aartsvijand Voldemort, komt Felix de Feniks, het huisdier van schoolhoofd Albus Perkamentus, aangevlogen met de Sorteerhoed in zijn snavel. Uit die hoed valt vervolgens het zwaard van Goderic Griffoendor, waarmee Harry de basilisk -en dus ook Voldemort- weet te verslaan. Hiermee toont Harry zijn loyaliteit aan Perkamentus (Felix schiet te hulp) en dat hij een ware Griffoendor is. Ditzelfde gebeurt bij Marcel Lubbermans in boek 7. Als Voldemort in de waan is dat hij Harry vermoord heeft, wil hij de Sorteerhoed vernietigen en iedereen bij Zwadderich indelen. Marcel weet echter het zwaard uit de hoed te trekken en hakt daarmee het hoofd van Nagini, de slang van Voldemort, af. Daarmee is ook het laatste Gruzielement vernietigd.

## Trivia
- De stem van de sorteerhoed in de films "De steen der wijzen", "De geheime kamer" en het tweede deel van "De relieken des doods" werd vertolkt door de acteur Leslie Phillips.
- In de Nederlandstalige podcast The Sorting Hat Revisited gaat radiopresentatrice Shalini Van den Langenbergh in gesprek met een gast over werk, leven en band met het Harry Potter-universum.